# Mulinarca
Mulinarca is een monotypisch geslacht van tweekleppigen uit de  familie van de Noetiidae.

## Soort
- Mulinarca aceraea (Melvill & Standen, 1899)